# Santa Maria Egiziaca all’Olmo (Nápoly)
A Santa Maria Egiziaca all’Olmo egy bazilika Nápoly központjában. Nevét a hozzá tartozó kolostor udvarán álló szilfa után kapta. A bazilikát 1342-ben építették Sancia királynő parancsára. A 16-17. századok során Gabriele d'Angelo, majd Dionisio Lazzari építették át, elsősorban a kupolát és a főhajót. A belső rokokó díszítések Nicola Tagliacozzi Canale művei. A főoltár 1713-ban készült, Gennaro Ragozzino munkája. A szentek valamint a Szűzanya életéből vett jelenetekkel tarkított freskók Luca Giordano és Francesco Solimena alkotásai.